# ستيفن كول
ستيفن كول (بالإنجليزية: Steven Cole)‏ هو مغني أوبرا أمريكي، ولد في 1949 في بالتيمور في الولايات المتحدة.

## وصلات خارجية
- ستيفن كول على موقع IMDb (الإنجليزية)
- ستيفن كول على موقع ميوزك برينز (الإنجليزية)